# Effetto black out
Effetto black out (The Trigger Effect) è un film del 1996 scritto e diretto da David Koepp, al suo debutto alla regia, con protagonisti Kyle MacLachlan, Elisabeth Shue e Dermot Mulroney.
È ispirato all'episodio "Mostri in Maple Street" della serie televisiva del 1959 Ai confini della realtà, e tratta della degenerazione che la società può subire quando vien meno la disponibilità di beni e servizi di prima necessità per un tempo prolungato.

## Trama
Un black out paralizza un'intera cittadina della California meridionale per diversi giorni. Matthew e Annie sono una giovane coppia che, immersa nel buio, scopre quanto facilmente l'uomo possa tornare a comportarsi come un animale predatore, per il quale non esistono più né leggi né regole sociali. Diventa difficile non solo difendersi ma anche scappare.

## Produzione e distribuzione
Questo è il primo film diretto da David Koepp. Le riprese sono avvenute in California tra il 31 luglio e il 22 settembre 1995.
Negli Stati Uniti l'uscita nelle sale cinematografiche è avvenuta il 30 agosto 1996, la distribuzione in VHS è iniziata nel gennaio 1997 e quella in DVD-Video il 20 luglio 1999.

## Incassi
Questo film è stato un flop commerciale, essendo costato 8 milioni di dollari e avendo incassato solo 3.622.979 dollari, ossia meno della metà.